# Verrallina similis
Verrallina similis är en tvåvingeart som först beskrevs av Theobald 1910.  Verrallina similis ingår i släktet Verrallina och familjen stickmyggor. Inga underarter finns listade i Catalogue of Life.